# Mami Kataoka
Mami Kataoka  (japanisch 片岡 真実, * 1965 in Nagoya, Japan) ist eine japanische Kuratorin und Hochschullehrerin. Sie ist Direktorin des Mori-Kunstmuseums, die erste Direktorin des National Art Research Center und   Professorin an der Kyoto University of Art and Design und der  Kunsthochschule Tokio.

## Leben und Werk

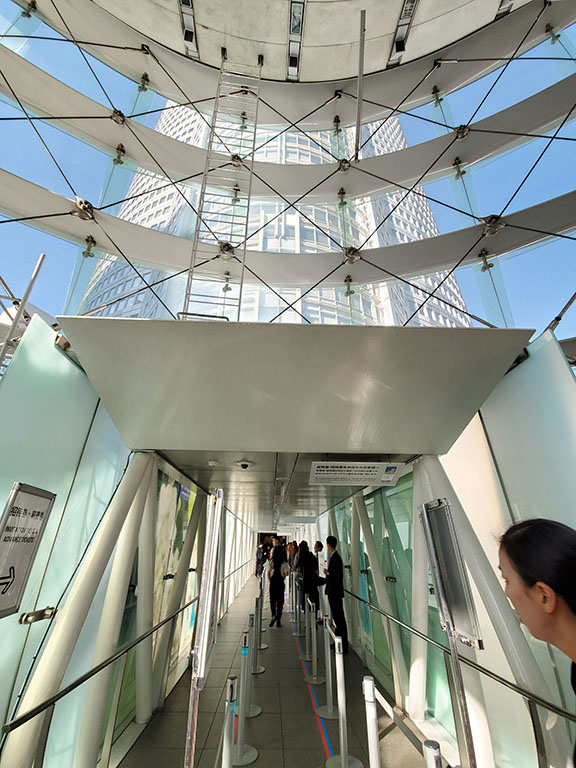
Mori Art Museum Inneneingang mit Roppongi Hills Mori Tower im Hintergrund

Kataoka erhielt 1988 den Abschluss an der Pädagogischen Hochschule Aichi, Abteilung für Bildende Künste. Nachdem sie in der Stadtentwicklungsabteilung des Nissay Research Institute und von 1998 bis 2002 als Chefkuratorin der Tokyo Opera City Art Gallery gearbeitet hatte, wurde sie Chefkuratorin des Mori Art Museum (MAM) in Tokio, wo sie seit dessen Eröffnung 2003 tätig ist. 2020 wurde sie Direktorin des Museums.
Zu den von ihr kuratierten Ausstellungen gehören 2004 Roppongi Crossing,  2004 Ozawa Tsuyoshi,  2007 All About Laughter: Humor in Contemporary Art, 2009 Ai Weiwei: According to What?,  2010 Sensing Nature:  Perception of Nature in Japan und 2012 Lee Bul: From Me, Belongs to You Only, sowie große Überblicksausstellungen prominenter Künstler in Asien wie Makoto Aida, Lee Mingwei und N.S. Harsha.
Seit April 2023 ist sie zudem Direktorin des National Center for Art Research.
Von 2007 bis 2009 war sie außerdem als internationale Kuratorin an der Hayward Gallery in London tätig, kuratierte 2008 Laughing in the Foreign Language und war 2009 Co-Kuratorin von Walking in My Mind.
Sie war 2012 Gastkuratorin von Phantoms of Asia: Contemporary Awakens the Past im Asian Art Museum in San Francisco  und Co-künstlerische Leiterin der 9. Gwangju Biennale in Südkorea. 2018 war sie die erste Kuratorin aus Asien, die zur künstlerischen Leiterin der 21. Biennale of Sydney ernannt wurde. 2022 war sie die erste künstlerische Leiterin des Internationalen Kunstfestivals Aichi 2022. In diesem Zusammenhang recherchierte sie über die Töpferstadt Tokoname in Aichi, wo früher sehr gefragte Industriekeramik wie Fliesen und elektrische Lampenröhren (Ceraduct) hergestellt wurden.
Seit 2016 lehrt sie an der Kyoto University of Art and Design Graduate School of Art and Design Studies.
Kataoka veröffentlicht regelmäßig über zeitgenössische Kunst in Asien und hält Vorträge.

## Mitgliedschaften
2014 wurde sie Vorstandsmitglied des Internationalen Komitees für Museen und Sammlungen moderner Kunst (CIMAM) und war von 2020 bis 2022 dessen Vorsitzende. Von 2018 bis 2022 war sie Vorsitzende des Contemporary Art Committee Japan, einem Gründungsausschuss einer Initiative der Agentur für kulturelle Angelegenheiten. Kataoka war Ausschussmitglied und Jurorin für zahlreiche Organisationen und Initiativen, darunter das Policy Subcommittee des Council for Cultural Affairs und die japanische Nationalkommission für die UNESCO. Sie ist Mitglied des Asian Art Council des Solomon R. Guggenheim Museums und des Beirats des Ullens Center for Contemporary Art in Peking.